# Lyra Law
Lyra Law (Los Ángeles, California; 30 de diciembre de 1992) es una actriz pornográfica y modelo fetichista estadounidense.

## Biografía
Woods nació en diciembre de 1992 en Los Ángeles (California) en una familia conservadora y religiosa. Antes de entrar en la industria pornográfica, trabajó como modelo BDSM y dominatrix.
En 2015, con 19 años de edad, debutó como actriz porno. Su experiencia previa como modelo de fetiches y dominatrix le sirvieron para protagonizar películas como What's Next? 2, Dominance and Submission o Kink School Tips From A Dominatrix.
Desde sus comienzos, como actriz ha trabajado para estudios como Evil Angel, Tushy, Digital Sin, Kink.com, Archangel, Wicked Pictures, Girlsway, Lethal Hardcore, Vixen, Reality Junkies, New Sensations, Girlfriends Films, Metro o Brazzers.
En 2017 fue nominada en los Premios AVN y XBIZ en la categoría de Mejor actriz revelación. Además, en los AVN recibió la nominación, junto a Jenna Sativa, a la Mejor escena de sexo lésbico por No Man's Land: Raunchy Roommates 2.
Ha grabado más de 360 películas como actriz.
Algunas películas de su filmografía son Anal Brats 3, Anal Players 2, Couples Seeking Teens 20, Madam, Make Her Submit, Mommy Takes A Squirt, My Stepdaughter Squirts, POV Sluts, She Likes It Hard o Tight Anal Sluts 2.

## Premios y nominaciones
| Año  | Ceremonia         | Resultado | Premio                                 | Trabajo                            |
| ---- | ----------------- | --------- | -------------------------------------- | ---------------------------------- |
| 2017 | Premios AVN       | Nominada  | Mejor actriz revelación                | —                                  |
| 2017 | Premios AVN       | Nominada  | Mejor escena de sexo lésbico           | No Man's Land: Raunchy Roommates 2 |
| 2017 | Premios AVN       | Nominada  | Premio fan: Debutante más caliente     | —                                  |
| 2017 | Premios XBIZ      | Nominada  | Mejor actriz revelación                | —                                  |
| 2017 | Spank Bank Awards | Nominada  | Red Bottomed Babe of the Year          | —                                  |
| 2017 | Spank Bank Awards | Nominada  | Newcummer of the Year                  | —                                  |
| 2017 | Spank Bank Awards | Nominada  | Porn's Next Superstar                  | —                                  |
| 2017 | Spank Bank Awards | Nominada  | Tortured Fuck Doll of the Year         | —                                  |
| 2018 | Premios XBIZ      | Nominada  | Mejor actriz de reparto                | Unbridled                          |
| 2018 | Premios XBIZ      | Nominada  | Mejor escena de sexo en película gonzo | Gonzo: Lyra Law                    |
| 2018 | Spank Bank Awards | Nominada  | Best Vocals                            | —                                  |
| 2018 | Spank Bank Awards | Nominada  | Latina Starlet of the Year             | —                                  |
| 2018 | Spank Bank Awards | Nominada  | Tortured Fuck Doll of the Year         | —                                  |
| 2020 | Premios AVN       | Nominada  | Mejor escena de sexo lésbico en grupo  | Lesbian DP 2                       |